# Beñat Achiary
Beñat Achiary (* 1947 in Saint-Palais, Département Pyrénées-Atlantiques) ist ein französischer Sänger, Liedtexter und Improvisationsmusiker. Allmusic zufolge ist er einer der kreativsten Sänger Frankreichs.

## Werdegang
Achiary beschäftigte sich zunächst intensiver mit der Folklore des Baskenlandes. In der zweiten Hälfte der 1980er Jahre arbeitete er mit dem Ensemble Tour de France, das Louis Sclavis initiiert hatte. Dort lernte er den Saxophonisten Michel Doneda kennen, mit dem er in den Folgejahren intensiv zusammenarbeitete. 1999 gründeten die beiden ein Trio mit dem Geiger Alexander Bălănescu und ein Quartett mit dem Perkussionisten Lê Quan Ninh und dem Drehleierspieler Dominique Regef. Daneben legte er diverse Soloalben vor, auf denen er auch baskische Lieder in zeitgenössischem Kontext vorstellte. Auf dem Album Lili Purprea begleitete ihn Bernard Lubat. Sein 2002 während des Music Unlimited Festivals aufgenommenes Soloalbum The Seven Circles widmete er Peter Kowald. 
Achiary spielte auch in Gruppen wie Earthly Bird oder Hors Ciel, lehrte am Konservatorium von Bayonne und ist der künstlerische Leiter des Errobiko Festibala d’Itxassou (Festival de la Nive). Weiterhin ist er auf Alben von Ulrich Gumpert, Jean-Marie Machado, Jean-François Pauvros, Erwan Keravec und Pedro Soler zu hören.

## Diskographische Hinweise
- Arranoa (Ocora 1988)
- Musicques Basques aujourd'hui: Ene Kantu Ferde Ta Urdinak (Silex 1991)
- Henry Fourès, Carlo Rizzo, Beñat Achiary Célébration du Contre-Jour (Signature 2005)
- Beñat Achiary / Philippe de Ezcurra / Ramón López Acértate más (Buda 2015)